# Крум Савов (фотограф)
 Тази статия е за българския фотограф.  За българския спортен журналист вижте Крум Савов (журналист).  
Крум Савов Келпетков е български фотограф, първият който открива фотографско ателие в Родопите.

## Биография
Роден е на 22 октомври 1882 година в Устово. На шестгодишна възраст остава без родители. За него се грижи първият му братовчед, етнографът Стою Шишков. Постъпва в Картографския институт, където през 1900 г. отбива военната си служба. По същото време изучава фотография. През 1902 година се завръща в Чепеларе и открива първото фотоателие в Родопите.
През 1903 година прави три фотографии на четата на Пею Шишманов в Имарет дере, участвала в Илинденското въстание.
През 1905 година участва с 12 свои фотографии на Международната фотоизложба в Лиеж. Това са: „Чудото на родопската природа“, „Столетниците“, „Родопски гайдар“, „Родопски овчар“, „Рожен“, „Бистрица“, „Българка“, „Майка“, „Чепеларки платно белят“ и „Невеска прякрива“. На нея печели медал и диплом. Снимките му получават висока оценка и на Международната фотоизложба в Лондон през 1907 г., където получава медал и диплом. До Балканската война работи като фотограф в Чепеларе. През този период голяма заслуга за развитие на фотографията в този район оказва Роженският събор, който се провежда всяка година на 27 юли. На него прави десетки снимки на цели родове, дошли на традиционната сбирка.
По време на Балканската война е мобилизиран в Двадесет и първи пехотен средногорски полк. Зачислен е като фотограф и е поставен в обоза. Заедно с полка достига Одрин, Дедеагач, Гюмюрджина, Ксанти, където прави множество фотографии. След Балканската война се премества в Станимака и открива фотоателие в града. Взима участие в Първата световна война. След нея се връща отново в Станимака.
Умира през 1949 година.
Личният му архив се съхранява във фонд 480К в Държавен архив – Смолян. Той се състои от 305 архивни единици с негативи на стъклени плаки с изгледи от Родопите, църкви, манастири, археологически находки, с етнографски характер и др. (1930 – 1945), и диапозитиви на стъклени плаки с изгледи от Родопите, родопските села, изображение на трудова дейност, с етнографски характер и др. (1895 – 1928).

## Галерия
- Печат на фотоателието на Крум Савов.
- Околийската чета на Пею Шишманов в местността Имарет дере над село Карлуково. Автор на фотографията е Крум Савов.